# 9-й Вирджинский пехотный полк
9-й Вирджинский пехотный полк (англ. The 9th Virginia Volunteer Infantry Regiment) - был пехотным полком, набранным в окрестностях Портсмута для армии Конфедерации во время Гражданской войны в США. Он сражался почти исключительно в составе Северовирджинской армии и участвовал в «атаке Пикетта» под Гетисбергом.
Полк был сформирован в июле 1861 года в вирджинском Портсмуте. Он был набран в самом Портсмуте, а также в округах Роанок, Честерфилд, Айл-оф-Уайт, Нансемонд, Ланенберг, Динвидди и Норфолк. Его первоначальная численность составляла 435 человек. Полк служил в подчинении Департамента Норфолк, вошёл в состав бригады Льюиса Армистеда.